# Kacanovy
Kacanovy (německy Kazanow) jsou obec v okrese Semily v Libereckém kraji, zhruba 4 km jižně od Turnova. Žije zde 226 obyvatel. Součástí obce je také samota Radeč.

## Historie
První písemná zmínka o obci pochází z roku 1615.

## Pamětihodnosti
- Zvonice Na Radči
- Sloup se sochou svatého Jana Nepomuckého
- Kopicův statek a rokle s kamennými reliéfy od Vojtěcha Kopice[4]
- Pozůstatky hradu Kavčiny